# D-beat
D-beat는 1980년대 초반 디스차지를 모방하는 이들에 의해 하드코어 펑크 스타일에서 발전된 스타일이다.

## 같이 보기
- 크러스트 펑크